# Ugo Mulas
Ugo Mulas, né le 28 août 1928 à Pozzolengo et mort le 2 mars 1973  à Milan, est un photographe italien. Figure majeure de la photographie italienne du XXe siècle, il est particulièrement connu pour ses portraits d'artistes et ses photographies de rue.

## Biographie

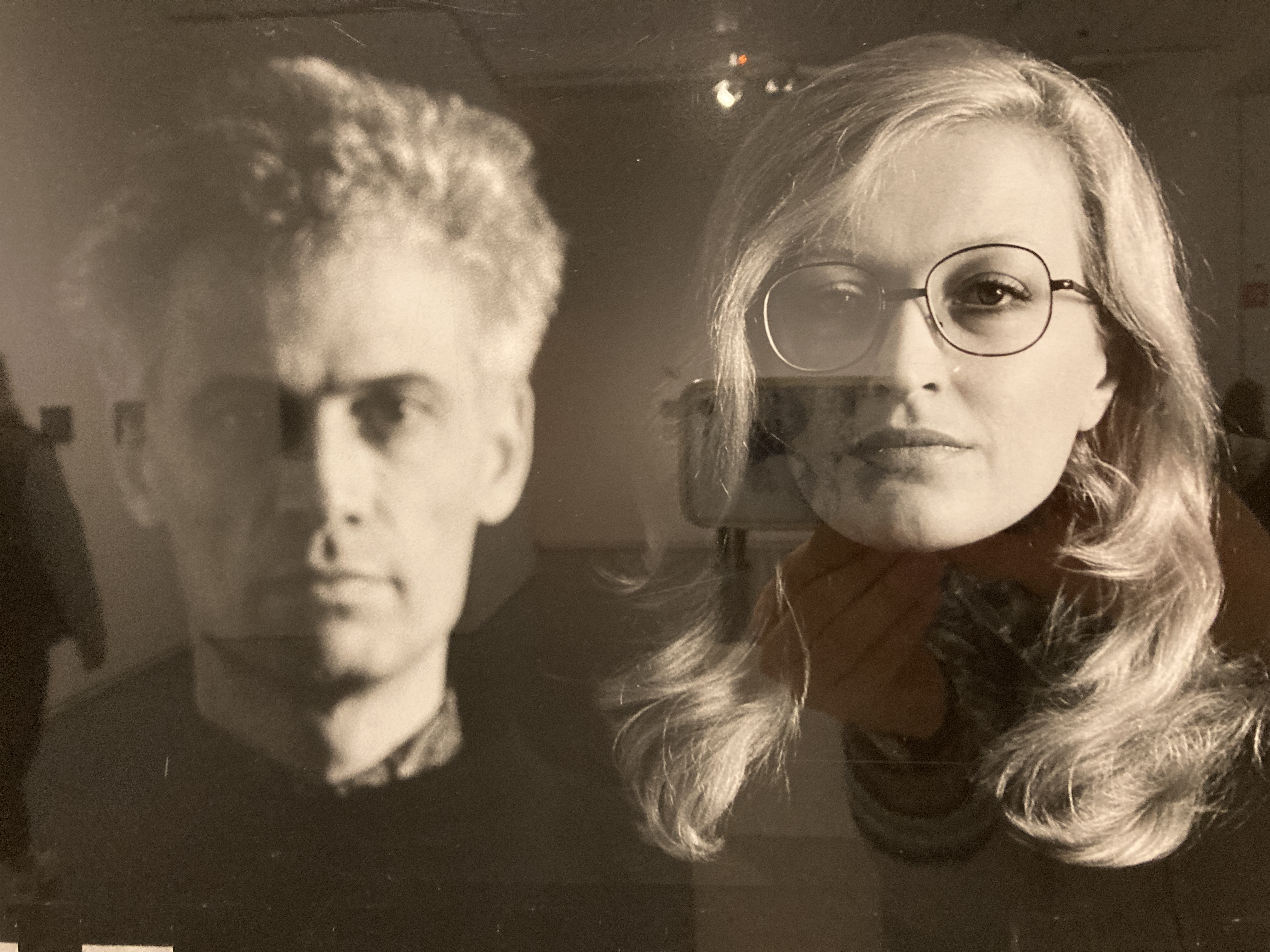
Œuvre de Ugo Mulas - Vérification 13 - Autoportrait avec Nini

Après la Seconde Guerre mondiale, Mulas s'installe en 1948 à Milan où il commence des études de droit, qu'il abandonne pour suivre les cours de l'Académie des beaux-arts de Brera ; il fréquente les milieux artistiques et littéraires qui se retrouvent au Bar Jamaïca. C'est là que son intérêt pour la photographie se développe.
Autodidacte, il devient photographe professionnel. Il travaille comme photographe de magazines, de publicité (il réalise entre autres des commandes publicitaires pour Pirelli et Olivetti) et de mode. De 1954 à 1972, il est le photographe officiel de la Biennale de Venise, dont il photographie les œuvres et les artistes.
En 1970, Mulas tombe gravement malade ,; il réalise en 1971-1972 sa dernière série de photos, Le Verifiche (Vérifications).
Il meurt le 2 mars 1973 à Milan à l'âge de 44 ans.

## Expositions
- 2023 : L'operazione fotografica (L'Opération photographique), Fondation Le Stanze della Fotografia, Île de San Giorgio Maggiore, Venise, Italie, du 29 mars au 6 août 2023[3].